# Jamestown (Nova Iorque)
Jamestown é uma cidade localizada no Estado americano de Nova Iorque, no Condado de Chautauqua. A sua área é de 23,5 km² (dos quais 0,2 km² estão cobertos por água), sua população é de 31 730 habitantes, e sua densidade populacional é de 1 364,3 hab/km² (segundo o censo americano de 2000). A cidade foi fundada em década de 1870, e incorporada em 1886.
No século XX, Jamestown era uma área industrial próspera, conhecida por produzir vários produtos conhecidos. Eles incluem a chave inglesa, produzida por Karl Peterson's the Crescent Tool Company em Jamestown a partir de 1907. e a máquina de votação com alavanca automática, fabricada pela Automatic Voting Machine Company, que dominou a indústria de máquina de votação com alavanca desde sua localização na Jones and Gifford Avenue em Jamestown até sua falência em 1983. Jamestown também já foi chamada de "Capital Mundial do Mobiliário" por causa da outrora próspera indústria de móveis. Pessoas de todo o país visitaram as exposições de móveis do Furniture Mart, edifício que ainda hoje existe na cidade e que abriga escritórios de diversas empresas. Durante a maior parte do século XX, a Blackstone Corporation, liderada por Reginald Lenna, foi o maior empregador de Jamestown e um dos núcleos impulsionadores da economia local, fabricando máquinas de lavar e componentes automotivos.